# Setia Asih
Setia Asih is een bestuurslaag in het regentschap Bekasi van de provincie West-Java, Indonesië. Setia Asih telt 31.087 inwoners (volkstelling 2010).